# Corneilla-del-Vercol
Corneilla-del-Vercol (katalanisch: Cornellà del Bèrcol) ist eine französische Gemeinde im Département Pyrénées-Orientales in der Region Okzitanien. Sie gehört zum Arrondissement Céret und zum Kanton La Plaine d’Illibéris (bis 2015: Kanton Elne). Die 2.679 Einwohner (Stand: 1. Januar 2022) der Gemeinde nennen sich Corneillanais(es).

## Geographie
Corneilla-del-Vercol liegt etwa acht Kilometer südöstlich von Perpignan am Bach Agulla de la Mar, der in den Lagunensee Étang de Canet mündet. Umgeben wird Corneilla-del-Vercol von den Nachbargemeinden Théza im Norden, Alénya im Nordosten, Elne im Osten und Süden, Montescot im Westen und Südwesten sowie Villeneuve-de-la-Raho im Westen und Nordwesten.
Hier, im Weinbaugebiet Côtes du Roussillon, wird u. a. auch der Muscat de Rivesaltes angebaut.

## Bevölkerungsentwicklung
| Jahr                       | 1962 | 1968 | 1975 | 1982 | 1990 | 1999 | 2006 | 2012 | 2021 |
| Einwohner                  | 539  | 633  | 756  | 965  | 1450 | 1505 | 1938 | 2176 | 2561 |
| Quellen: Cassini und INSEE |      |      |      |      |      |      |      |      |      |

## Sehenswürdigkeiten

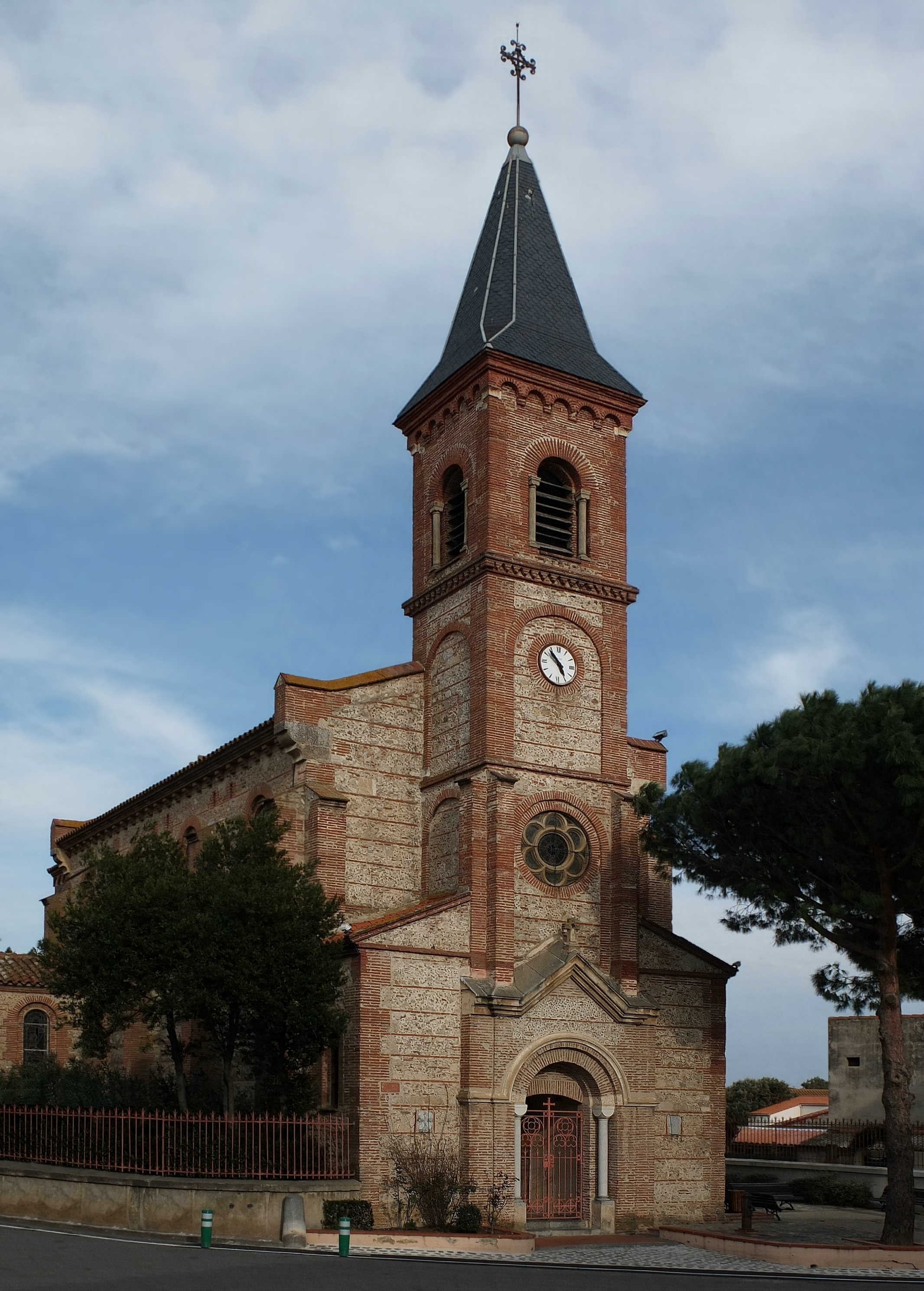
Kirche Saint-Christophe

- Die Kirche Saint-Christophe wurde 1884 erbaut als Ersatz für die frühere romanische Kirche.
- Kapelle Sainte-Marie-du-Paradis
- Das Schloss stammt aus dem 14. und 15. Jahrhundert.

## Persönlichkeiten
- Pierre Jonquères d’Oriola (1920–2011), Springreiter